# Kamerun címere
Kamerun címere egy süvegesen harmadolt pajzs, a zászló színeivel. A középső vörös mezőben az ország kék térképét ábrázolják, amit kitakar egy fekete színű mérleg ezüst serlegekkel, mindezek fölött az ország zászlajában is megjelenő ötágú arany csillag. A pajzs mögül harántkeresztbe rakott két ezüst fejű arany fasces tűnik elő. A pajzs fölött az ország mottója olvasható: „Paix. Travail, Patrie” (Béke, munka, haza), alul pedig sárga szalagon az állam neve olvasható. Minden felirat angolul is ismétlődik.